# Stefan Pieh
Stefan Pieh (* 3. März 1965 in Wien) ist ein österreichischer Ophthalmologe. Zu seinen Schwerpunkten gehört die Refraktive Chirurgie, darunter fällt insbesondere auch die Behandlung mit einem Excimerlaser zur Korrektur der Fehlsichtigkeit des Auges. Pieh wurde 2001 an der Medizinischen Fakultät der Universität Wien für das Fach Augenheilkunde habilitiert und lehrt heute an der Medizinischen Universität Wien. Die Literatur- und Zitationsdatenbank Scopus führt ihn als Autor beziehungsweise Mitautor von 40 Fachpublikationen und schreibt ihm einen h-Index von 22 zu (Stand: 2023). An der Wiener Privatklinik unterhält Pieh eine eigene Ordination.

## Publikationen
- mit G. Hanselmayer, B. Lackner, P. Marvan, A. Grechenig, H. Weghaupt, C. Vass und C. Skorpik: Tritan colour contrast sensitivity function in refractive multifocal intraocular lenses. In: British Journal of Ophthalmology. 85(7), 2001 Jul, S. 811–815.

- mit P. Marvan, B. Lackner, G. Hanselmayer, G. Schmidinger, R. Leitgeb, M. Sticker, C. K. Hitzenberger, A. F. Fercher und C. Skorpik: Quantitative Performance of Bifocal and Multifocal Intraocular Lenses in a Model Eye (Point Spread Function in Multifocal Intraocular Lenses). In: Archives of Ophthalmology. 120(1), 2002, S. 23–28.
- mit W. Fiala, A. Malz und W. Stork: In vitro Strehl ratios with spherical, aberration free, average and customized spherical aberration correcting intraocular lenses. In: Invest Ophthalmol Vis Sci. 50(3), Mar, 2009, S. 1264–1270.

## Weblink
- Homepage Prof. Dr. Stefan Pieh